# Wrexham Challenger 2005
Lo Wrexham Challenger 2005 è stato un torneo di tennis facente parte della categoria ATP Challenger Series nell'ambito dell'ATP Challenger Series 2005. Il torneo si è giocato a Wrexham in Regno Unito dal 24 al gennaio 2005 su campi in cemento indoor.

## Vincitori

### Singolare
Vladimir Volčkov ha battuto in finale  George Bastl con il punteggio di 4–6, 6–4, 6–3

### Doppio
Mark Hilton /  Jonathan Marray hanno battuto in finale  Tuomas Ketola /  Frederik Nielsen con il punteggio di 6–3, 6–2